# Woodside Energy
Woodside Energy, vormals Woodside Petroleum, ist ein australisches Unternehmen mit Firmensitz in Perth. Das Unternehmen ist im Aktienindex S&P/ASX 50 gelistet.
Woodside Energy ist in der Suche nach und in der Förderung von Erdöl tätig. Über 3.000 Mitarbeiter sind im Unternehmen weltweit beschäftigt. Gegründet wurde das Unternehmen 1954 als Woodside (Lakes Entrance) Oil Co NL. Das Unternehmen wurde nach dem Ort Woodside in Victoria benannt, in dessen Nähe das Unternehmen sein erstes Erdölfeld erschloss.

## Kritik
Im Februar 2006 gab Ely Ould Mohamed Vall von der Regierung Mauretaniens bekannt, dass Maaouya Ould Sid’Ahmed Taya von der vorhergehenden Regierung im Jahr 2004 einen Vertrag über ein Ölförderprojekt, das Mauritania-Chinguetti-Projekt, Offshore vor der Küste Mauretaniens in Höhe von 600 Millionen US$ geschlossen habe. Taya erklärte, dass dieses Entwicklungsprojekt Mauretaniens das Land jährlich 200 Millionen US$ kostet. Die Australian Federal Police untersuchte daraufhin im Juni 2006 Woodside wegen Bestechung und Korruption. Die zuständigen australischen Stellen erklärten im Mai 2008, dass der Gesellschaft nichts vorzuwerfen sei. 
Woodside Energy soll zahlreiche Petroglyphen von ihrem Ursprungsort auf der Burrup-Halbinsel in Western Australia entfernt haben, als es Förderanlagen zur Ausbeutung des dortigen Erdgasfeldes aufbaute. Die Burrup-Halbinsel ist die größte Stätte von Felsgravierungen, die 30.000 Jahre zurückreichen und vermutlich auch das erste menschliche Antlitz der Geschichte zeigen.
Es wird vermutet, dass die Lobbypolitik von Woodside dazu beitrug, dass sich die Regierung von John Howard von der konservativen Liberal Party of Australia gegen den CO2-Emissionsrechtehandels im August 2000 entschied und dass die Ölgesellschaft die Opposition gegen die Rudd-Regierung anführte, die 2009 zur Absetzung von Premierminister Kevin Rudd von der Australian Labor Party 2009 führte.
Woodside war eine der Gesellschaften, die in öffentlichen Aufrufen für die Befreiung von Beschränkungen des CO2-Emissionsrechtehandels die Öffentlichkeit beeinflusste. Die Australian Conservation Foundation kritisierte, dass die Ölgesellschaft in ihren öffentlichen Statements übertrieb und ihren Aktienhaltern und Investoren ein gänzlich anderes Bild zeichnete. Im Juni 2009 forderte die Federal consumer affairs watchdog eine Untersuchung des Vorgangs, doch die Australian Competition and Consumer Commission unternahm nichts.
Mit Osttimor vereinbarte Woodside die Ausbeutung des Gasfeldes Greater Sunrise in der Timorsee. Allerdings bestand die Regierung Osttimors auf einer Weiterverarbeitung an der Südküste Osttimors, um der dortigen Bevölkerung Arbeitsplätze zu bieten. Woodside präferierte eine Verarbeitung zunächst im australischen Darwin, dann eine Offshore-Verarbeitung auf See. Osttimor stoppte daher vorläufig die Lizenz zur Gasförderung.